# Chukwuebuka Enekwechi
Chukwuebuka Cornnell Enekwechi (ur. 28 stycznia 1993) – nigeryjski lekkoatleta specjalizujący się w pchnięciu kulą.
W 2018 zdobył srebro igrzysk Wspólnoty Narodów w Gold Coast oraz triumfował podczas mistrzostw Afryki. Rok później został mistrzem igrzysk afrykańskich oraz zajął 8. miejsce na mistrzostwach świata w Dosze. Dwunasty zawodnik igrzysk olimpijskich w Tokio (2021). W 2022 obronił tytuł mistrza Afryki oraz zajął 11. miejsce na mistrzostwach świata w Eugene.
Złoty medalista mistrzostw Nigerii. Stawał na podium czempionatu NCAA.
Rekordy życiowe: stadion – 22,10 (5 lipca 2025, Eugene) rekord Afryki; hala – 21,63 (20 lutego 2024, Nehvizdy) rekord Afryki.

## Osiągnięcia
| Rok  | Impreza                    | Miejsce      | Pozycja           | Wynik |
| ---- | -------------------------- | ------------ | ----------------- | ----- |
| 2017 | Mistrzostwa świata         | Londyn       | el. – 25. miejsce | 19,72 |
| 2018 | Halowe mistrzostwa świata  | Birmingham   | 14. miejsce       | 19,78 |
| 2018 | Igrzyska Wspólnoty Narodów | Gold Coast   | 2. miejsce        | 21,14 |
| 2018 | Mistrzostwa Afryki         | Asaba        | 1. miejsce        | 21,08 |
| 2018 | Puchar interkontynentalny  | Ostrawa      | 4. miejsce        | 20,82 |
| 2019 | Igrzyska afrykańskie       | Rabat        | 1. miejsce        | 21,48 |
| 2019 | Mistrzostwa świata         | Doha         | 8. miejsce        | 21,18 |
| 2021 | Igrzyska olimpijskie       | Tokio        | 12. miejsce       | 19,74 |
| 2022 | Mistrzostwa Afryki         | Saint-Pierre | 1. miejsce        | 21,20 |
| 2022 | Mistrzostwa świata         | Eugene       | 11. miejsce       | 20,65 |
| 2022 | Igrzyska Wspólnoty Narodów | Birmingham   | 4. miejsce        | 20,36 |
| 2023 | Mistrzostwa świata         | Budapeszt    | el. – 13. miejsce | 20,68 |
| 2024 | Halowe mistrzostwa świata  | Glasgow      | 6. miejsce        | 21,60 |
| 2024 | Igrzyska afrykańskie       | Akra         | 1. miejsce        | 21,06 |
| 2024 | Mistrzostwa Afryki         | Duala        | 1. miejsce        | 21,14 |
| 2024 | Igrzyska olimpijskie       | Paryż        | 6. miejsce        | 21,42 |
| 2025 | Halowe mistrzostwa świata  | Nankin       | 5. miejsce        | 21,25 |